# کلاهک جنگی

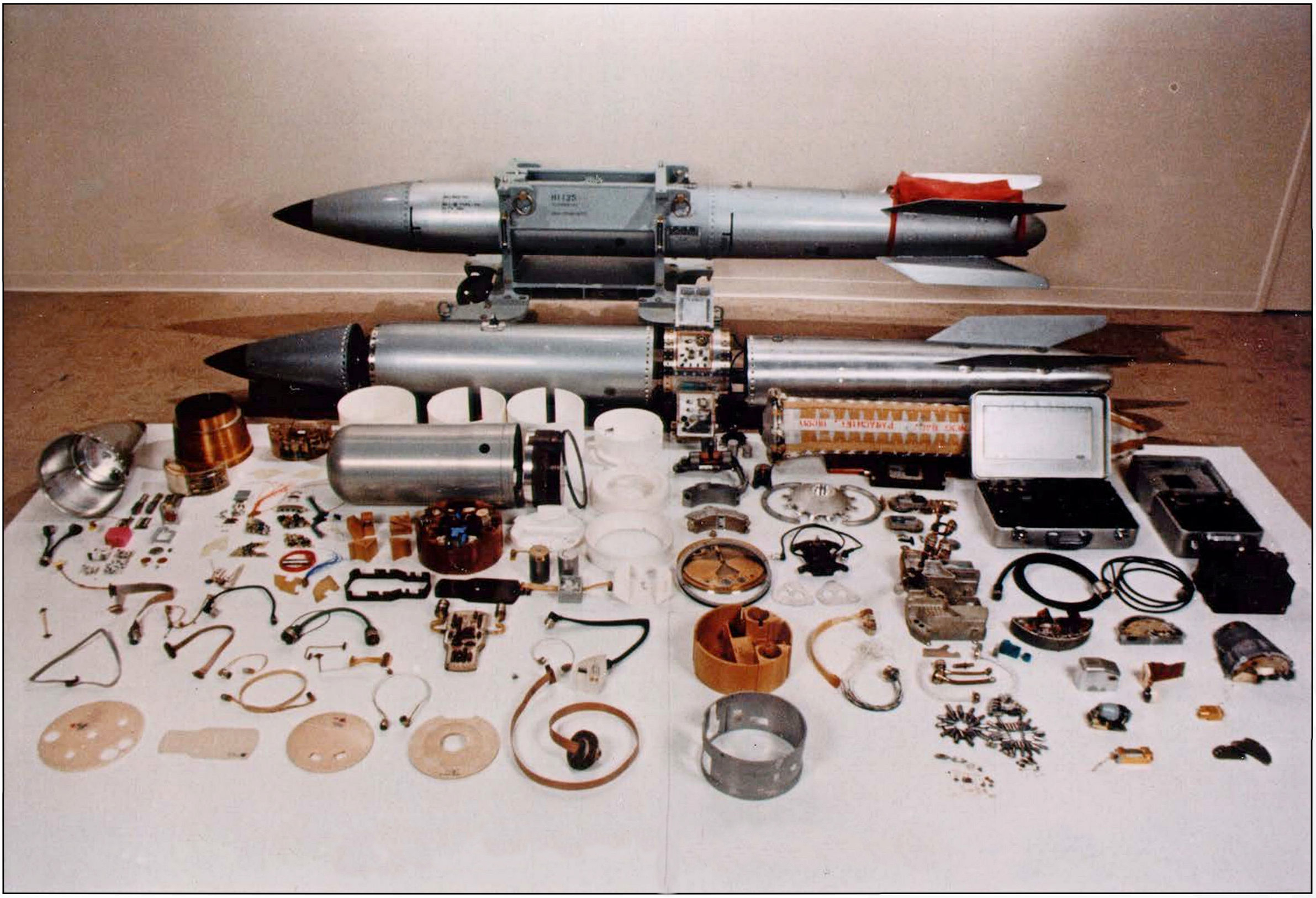

کلاهک جنگی (به انگلیسی: Warhead) قسمتی از یک جنگ‌افزار است که هدف را تخریب می‌کند. یک کلاهک از سه بخش تشکیل شده‌است: فیوز، بدنه و مادهٔ انفجاری. با توجه به اینکه هر هدف ساختار و شکل منحصر به فرد خود را دارند، نیاز به کلاهک‌های مختلف برای هدف‌های گوناگون احساس می‌شود.

## کلاهک یا سلاح
کلاهک‌ها نیازهای مهندسی متفاوتی نسبت به بمب‌ها و اسلحه‌های دیگر دارند. کلاهک‌های برای استفاده باید با سیستم حمل‌ونقل یا پرتاب متصل شوند در حالی که دیگر سلاح‌ها  مانند بمب‌های جاذبه‌ای نیازی به این ندارند. 

## کلاهک بارشی
کلاهک بارانی یا کلاهک بارشی به‌جای برخورداری از یک سرجنگی واحد، به‌تناسب ماموریت، از چندین و چند نوع ریزمهمات کوچک‌تر بهره‌مند خواهد بود. هدف از استفاده این نوع کلاهک‌ها این است که کلاهک موشک در حین ورود به جو بسوزد، یا متلاشی شود و یا توسط پدافند هدف قرار گیرد! بلکه چندین ریزمهمات جدا از هم بودند که در فاز پایانی، از کلاهک اصلی (که آن هم ره‌گیری نشده بود) جدا شده بودند.